# Здрав град
Здрав град је термин који се користи у јавном здравству и урбаном дизајну да би се нагласио утицај политике на здравље људи. То је град који се континуирано унапређује на физичком и социјалном нивоу све док се не достигну еколошки и патолошки услови који успостављају прихватљиву стопу морбидитета за становништво. Његов савремени облик потиче од иницијативе Светске здравствене организације (СЗО) о здравим градовима и селима из 1986. године, али има историју која датира још од средине 19. века. Термин је развијен у сарадњи са Европском унијом, али је брзо постао интернационалан као начин успостављања здраве јавне политике на локалном нивоу кроз промоцију здравља. Наглашава вишедимензионалност здравља као што је наведено у уставу СЗО и, недавно, у Отавској повељи за промоцију здравља. Алтернативни термин је Здраве заједнице или Municipios saludables у деловима Латинске Америке.

## Приступи
Многе јурисдикције које имају програме здраве заједнице и градови могу се пријавити да постану „Здрав град“ који је одредила СЗО. СЗО дефинише Здрав град као:
„Град који континуирано ствара и унапређује физичке и друштвене животне средине и проширује оне ресурсе заједнице који омогућавају људима да се међусобно подржавају у обављању свих животних функција и у развоју до свог максималног потенцијала.
Мерење потребних индекса, успостављање стандарда и утврђивање утицаја сваке компоненте на здравље је тешко. У неким регионима као што је Европа, процена утицаја на здравље је обавезан део развоја јавне политике.
Постоје многе мреже здравих градова, у Европи и међународно, као што је Алијанса за здраве градове. Кључна карактеристика је обезбеђивање да се друштвене детерминанте здравља узму у обзир у урбаном дизајну и урбаном управљању. На пример, „урбанизација и здравље“ је била тема Светског дана здравља 2010. године. Једно средство у развоју здравих градова је друштвено предузетништво.